# 24974 Macúch
24974 Macúch (tên chỉ định: 1998 HG3) là một tiểu hành tinh vành đai chính. Nó được phát hiện bởi Peter Kolény và Leonard Kornoš ở Đài thiên văn Modra ở Modra, Slovakia, ngày 21 tháng 4 năm 1998. Nó được đặt theo tên Rudolf Macúch.